# Coniopteryx helvola
Coniopteryx helvola là một loài côn trùng trong họ Coniopterygidae thuộc bộ Neuroptera. Loài này được Zakharenko miêu tả năm 1987.